# Église Saint-Clément de Saint-Euphrône
L'église Saint-Clément, inscrite au titre des monuments historiques depuis le 25 septembre 2001, se situe au centre du village de Saint-Euphrône (Côte-d'Or).
Orientée sud-ouest / nord-est, l'église est entourée du cimetière, et se trouve bordée au nord par la propriété de l'ancienne cure.
Anciennement église paroissiale au vocable de Saint-Clément, elle a la particularité d'être la propriété indivise avec le cimetière de quatre communes : Saint-Euphrône, Pont-et-Massène, Villars-Villenotte et Juilly.
Ce lieu de culte est cité dès le IXe siècle. En 1220 le domaine de Saint-Euphrône relève du prieuré Notre-Dame de Semur-en-Auxois. L'édifice actuel à un vaisseau comporte un chœur à deux travées voûtées sur croisées d'ogives quadripartite. La mouluration des colonnes et les décors de feuillages sur les chapiteaux évoquent une datation au XIIIe siècle. La porte d'accès sud-est à tympan trilobé correspond au même style et datation.
La nef conserve des traces de peinture datées du début du XVIe siècle, notamment un personnage tenant un faucon et un saint évêque en prière.
Le couvrement de la nef en charpente lambrissée et la tourelle d'escalier d'accès au clocher résultent de travaux réalisés au XVIIIe siècle. Le clocher en pan de bois a été reconstruit au XIXe siècle, moment d'aménagement de la petite sacristie et d'une tribune.
Plusieurs objets que ce monument abrite sont protégés par un classement ou une inscription au titre des Monuments historiques.
L'église Saint-Clément et son cimetière font l'objet de recherches historiques, d'animations et de restaurations initiés par l'association des Amis de Saint-Clément.